# Чёрный пихтовый усач
Чёрный пи́хтовый уса́ч (лат. Monochamus urussovi) — евроазиатский вид жуков из семейства усачей. Крупный жук, имеющий чёрную окраску тела и придатков, с более яркими желтоватыми вершинами надкрылий. Между самками и самцами имеются некоторые внешние различия (половой диморфизм). Внешне схож с большим еловым чёрным усачом.
Обитает в пределах ареала темнохвойных лесов. Встречается практически на всех видах сосновых, отдавая предпочтение пихте и ели. Является одним из наиболее серьёзных вредителей, наносящих ощутимый ущерб хвойным лесам Сибири и тем самым приводя к значительному ущербу промышленных лесозаготовок. Личинки являются переносчиками спор грибов, которыми инфицируют живые деревья.
Личинки развиваются под корой и в древесине хвойных пород деревьев, в течение двух, реже, трёх лет, хотя при благоприятных условиях могут пройти цикл развития и в течение одного года. Окукливаются в древесине:[стр. 17].

## Исторические сведения и название вида

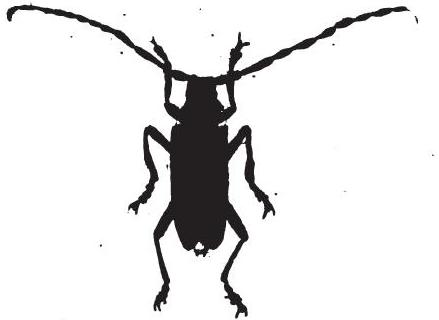
Первый рисунок усача (1806 год), сделанный Фишером фон Вальдгеймом

Усач впервые был описан в 1806 году естествоиспытателем Фишером фон Вальдгеймом в трудах Московского общества испытателей природы, где был назван как Cerambyx urussovii. В 1845 году колеоптеролог В. И. Мочульский повторно описал вид, дав ему иное название — Monohammus quadrimaculatus. В своей работе учёный впервые отметил сходство и различие нового вида с M. sartor. В 1859 году, в свой перечень насекомых Приамурья Мочульский включил усача под именем Monochammus 4-maculatus Motsch..
В 1910 году энтомолог Г. Г. Якобсон ошибочно предположил, что усача следует считать ранее описанным видом Monochamus rosenmülleri (Caderhjelm, 1798). В 1931 году усилиями энтомолога Ю. М. Колосова усачу было возвращено его валидное (историческое) название Monochamus urussovi (Fischer von Waldheim, 1806).
Вплоть до настоящего времени научное название вида в различных источниках варьируется. Так, например, в вышедшем в 2010 году «Каталоге палеарктических жесткокрылых», вид именуется как Monochamus urussovii (Fischer von Waldheim, 1805).
Русское название вида в специальной литературе и прочих источниках также многократно менялось, разные варианты встречаются и по сей день. Некоторые из них: усач чёрный пихтовый, усач большой чёрный пихтовый, усач пихтовый, усач большой чёрный хвойный, усач большой чёрный еловый, дровосек большой чёрный еловый, усач чёрный Урусова, чёрный усач Уруссова. Выбор для настоящей статьи названия «Усач чёрный пихтовый» связано с тем, что именно под этим именем усач включён в наиболее авторитетное русскоязычное издание (монографию), посвящённое виду.

### Синонимия и другие упоминания
Синонимом Monochamus urussovi (Fischer von Waldheim, 1806) является название Monochamus quadrimaculatus Motschulsky, 1845.
Кроме того, в ряде источников этот вид упомянут под следующими названиями:
- Cerambyx urussovi Fischer von Waldheim, 1806;
- Monochamus urussovii (Fischer-Waldheim, 1806);
- Monochamus rosenmuelleri (Caderhjelm): Jacobson, 1910, Sama, 2002[К 3];
- Monochamus sartor var. rosenmülleri (Caderhjelm): Mühlman, 1954[К 3].
- Monochamus sartor (Fabricius): Solsky, 1871[К 3];

## Распространение
Усач чёрный пихтовый распространён в Восточной и Северной Европе, Северной и Восточной Азии. Часто встречается на территории России, ареал этого жука включает в себя северную, северо-западную и среднюю полосу Восточной Европы, а также северную Азию. Западная граница ареала приходится на территорию Норвегии, Финляндии, Швеции, Эстонии, Латвии, Литвы, Беларуси, восточной части Польши, Чехии и Украины; южная — северного Кавказа, северную часть Казахстана, северные пограничные с Россией районы Монголии и Китая, а также остров Хоккайдо (Япония) и Корею. На востоке усач доходит до побережья Охотского моря, Сахалина и устья Амура. Северная часть ареала совпадает с границей хвойных лесов.
На территории Норвегии чёрный пихтовый усач встречается очень редко и, по-видимому, завозится из пограничных стран (экологический ареал спорен). В Швеции раньше вид был распространён по всей восточной и северо-восточной части страны — от провинции Смоланд до Лаппмарка. Сейчас находится на грани исчезновения и локализован в ленах Вестерноррланд, Вестерботтен и Норрботтен. По состоянию на 2000 год, последнее официальное упоминание об обнаружении датируется 50-ми годами XX века. В Финляндии усач, являющийся вредителем ели, встречается в южной и юго-восточной части страны, на территории финской Карелии.
В Латвии он признаётся находящимся под угрозой исчезновения местным видом, встречающимся в лесных районах страны. В Беларуси встречается повсеместно. На Украине насекомое можно обнаружить локально в хвойных, реже берёзовых лесах Полесья, Предкарпатья и в Карпатах.
В Казахстане чёрный пихтовый усач встречается в хвойных, преимущественно, пихтовых и сосновых лесах на востоке и севере страны, охватывая Костанайскую, Северо-Казахстанскую, Акмолинскую, Павлодарскую и Восточно-Казахстанскую области («Рудный Алтай»). В горах Тянь-Шань отсутствует:[стр. 37—40, 193].
В Китае данный вид хорошо известен на севере страны и распространён в провинциях Хэйлунцзян, Цзилинь, Хэнань, Хэбэй, Шаньси, Синьцзян, а также автономных районах Нинся и Внутренняя Монголия.

### Распространение на территории России
Усач чёрный пихтовый имеет широкое распространение практически по всей территории России, отсутствуя только на Кавказе. Его ареал относится к трансъевразиатскому евро-сибирско-дальневосточному типу:[стр. 33]. Его северная граница обитания довольна условна — доходя даже до полярного круга (66°33′44″), она определяется по сути наличием кормовой базы. Так, например, насекомое обнаруживается в Ухте:[стр. 241] (63° 34′), Шенкурске (62° 06′), бассейнах рек Малый и Большой Юган (61°), Чукотке и южной части полуострова Камчатка. Южные пределы ареала в Европейской части РФ по-видимому находятся на границах лесостепной зоны и проходят через Белгородскую, Воронежскую, Саратовскую, Самарскую и Оренбургскую области, а также Республику Башкортостан. Отдельные единичные экземпляры усача можно обнаружить и южнее, однако это может быть связано с движением древесины и пиломатериалов из более северных районов.
Чёрный пихтовый усач распространён повсеместно на Урале, Сибири и Дальнем Востоке, включая Сахалин и Курильские острова (здесь он встречается редко и не наносит заметного вреда).

## Общая характеристика

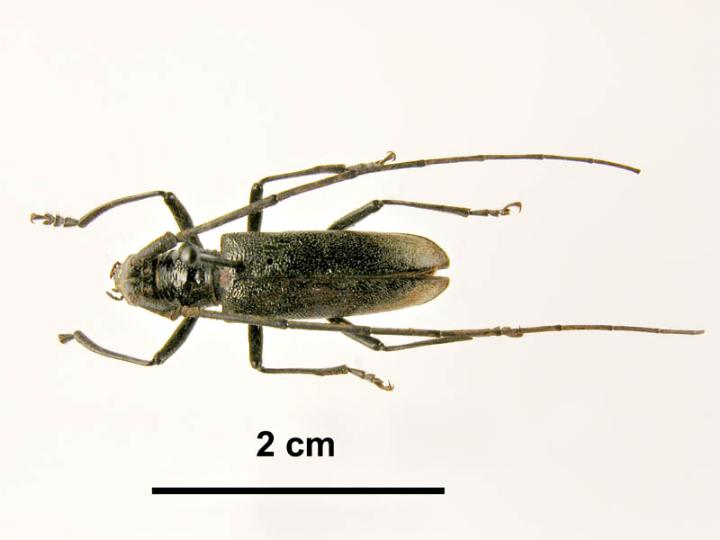
Взрослый самец. Вид со спинной стороны

Жуки длиной 18—37 мм. Тело, усики, ноги у них чёрные, надкрылья чёрные с белесоватым или чуть рыжеватым заднем скате.

### Отличие от родственных видов
Пихтовые чёрные усачи отличаются от других представителей рода чёрных усачей (Monochamus) следующими признаками:
- наличием явственного поперечного вдавления в конце трети надкрылий;
- грубой, густой и явственно зернистой пунктировкой основания надкрылий;
- сильным сгущением светлых волосков на вершине надкрылий, которые образуют здесь хорошо заметное, светлое опушение;
- яркими волосистыми пятнами на надкрыльях (у самок);
- явственно зернистыми усиками (у самцов).

Личинки имеют огромное сходство с личинками большого елового чёрного усача. Отличия заключаются в строении мозолей — у личинки пихтового чёрного усача мозоли несут три продольные и две поперечные бороздки, на которых имеются небольшие бугорки, которые расположены в четыре почти правильных поперечных ряда, с боков охваченных двойными полукружьями из мелких бугорков; а также более тёмными волосками, растущими на мозолях, а также расположением щетинок на переднем крае переднеспинки.
Куколка усача чёрного пихтового отличается от куколки большого елового чёрного усача наличием более крупных шипиков на вершине брюшка.

### Имаго
На голове имеется продольная бороздка. Лоб густо и беспорядочно усеян более или менее морщинистыми неглубокими крошечными ямками — у самки лоб более густо усеян ямками, чем у самца. Ямки на темени обычно крупнее, чем на лбу, а также в заметно меньшем сгустке.
Усики самца в 1,5—2,5 раза превышают длину тела, у самки усики заходят за вершину надкрылий двумя или тремя последними члениками, превышая длину насекомого не более чем в 1,25 раза. Соотношение размеров и микроскульптура члеников усиков важно для диагностики жуков среди родственных видов. У жуков обоих полов первый членик усиков густо покрыт морщиноподобными мелкими ямками, которые образуют хотя бы поперечные складки.
Переднеспинка при основании совсем немного длиннее своей ширины, широко и сильно перетянута у основания и вершины, на ней имеются большие, конические боковые бугры, которые вытянуты на конце в очень короткие, толстые и тупые шипы. На её перетяжках имеются более или менее отчётливые складки. Диск переднеспинки в довольно крупных морщиноподобных ямках, среди которых нередко имеются поперечные складки. Щиток большой, на вершине широко закруглённый.
Надкрылья сильно вытянутые, длинные, в среднем в три раза длиннее своей ширины в плечах, в конце основной трети несут хорошо заметное поперечное вдавление. Основание надкрылий в крошечных зёрнышках, далее по направлению к вершине зёрнышки переходят в крупные бугорки, которые создают надкрыльям в этом месте морщинистый вид. В вершинной трети надкрылий зёрнышки выглядят наиболее ослабленными, мелкими и сильно сгущёнными. На надкрыльях нет отчётливо видных рёбрышек, хотя иногда имеются их следы в виде чуть приподнятых линий.
На груди и брюшке имеются очень мелкие и неясные крошечные точки, с редкими и несколько более крупными точками. Голени и бёдра густо усеяны мелкими и чёткими точками. У самцов пятый брюшной стернит на конце более или менее закруглённый, у самки — вырезанный; у обоих полов пятый стернит несёт пару длинных пучков чёрных волос.

### Яйцо
Яйца белые, имеют удлинённую или слегка изогнутую фору, с узко-закруглёнными полюсами. Длина яиц 4,2—4,8 мм, их ширина 1,2—1,4 мм. Имеют матовый и сетчатый (почти ямчатый) хорион.

### Личинка
Личинки белые. Стадия личинки состоит из пяти возрастов. Длина тела личинок, только что появившихся из яиц 1—3 мм:стр. 313, личинки последнего возраста — 55—60 мм:стр. 99.
Голова параллельносторонняя, умеренно плоская. Эпистома слабо-выпуклая, на боках со слабовыраженными лобными швами и посередине с продольным швом. Её передняя половина рыжая с длинными и короткими щетинками; на боках в этой части на каждом боку есть по три щетинки, которые составляют поперечный ряд. Гипостома выпуклая и рыжевато-бурая, её передние углы круто закруглённые. На переднем крае височно-теменных долей имеется тёмно-бурая кайма, также на переднем крае позади усиков есть длинные щетинки, которые образуют узкую поперечную полосу.
Усики короткие. Наличник крупный и трапециевидной формы; на каждом боку наличника имеются две—три короткие и едва заметные щетинки; на основании наличник рыжий. В передней половине верхняя губа выпуклая и белесоватая, также на передней половине имеются довольно густо сплочённые рыжие щетинки; на переднем крае верхняя губа закруглённая, к основанию верхняя губа суженная; на основании верхняя губа голая и рыжеватая; на каждом боку верхней губы имеется по одному чёрному пятну. Верхние челюсти чёрного цвета; на наружной стороне у основания верхние челюсти имеют пару глубоких продольных вмятин, в которых есть от одной до четырёх щетинок; не вершине верхние челюсти скошенные и несут вытянутый вентральный зубец.
Переднеспинка в передней четверти блестящая; по заднему краю переднеспинки протягивается белесоватая кайма с густыми рыжеватыми щетинкоподобными волосками, которые образуют почти ровную поперечную полоску, позади этой полоски есть глянцевитая жёлтая полоска, которая на диске переднеспинки несёт пару широко расставленных щетинок. Щит переднеспинки желтовато-рыжий, склеротизированный и густо покрыт мелкими склеротизованными шипиками; на передних углах щит выемчатый и покрыт короткими, рыжими щетинками, которые образуют поперечный ряд на основании и две продольные нечётко выраженные выгнутые продольные полоски, которые, у некоторых особей, вместе образуют продольно вытянутый эллипс. Щит на боках ограничивают продольные бороздки, на передних углах — поперечные треугольные вдавления, с внешней стороны от вдавлений имеются сгустки щетинковидных волосков, которые образуют продольную полоску, загнутую перед поперечными вмятинами вовнутрь под острым углом. На передней части переднеспинки имеются щетинковидные ровные волоски рыжего цвета; по бокам переднеспинки сзади имеется большая голая глянцевато-рыжая площадка, которая ограничена с боков рыжими волосками. На основании переднегрудочка голая, в передней половине она в коротких волосках.
Брюшко личинки вытянутое; бока брюшка густо покрывают рыжие волоски. Дорсальные двигательные мозоли выпуклые; на мозолях имеются крупные гранулы. На боках мозолей между поперечными рядами и боковым продольным рядом имеется сгусток из семи—десяти гранул. Гранулы покрыты мелкими зёрнышками, которые видны при увеличении. Гранулы на вентральных двигательных мозолях образуют два ряда. Вершина, или анальный сегмент брюшка небольшой; анальные лопасти густо покрывают рыжие волоски.

### Куколка
Куколка длиной от 24 до 35 мм. Голова у самцов более вытянутая, чем у самок. На голове возле около основания обоих усиков есть по одному оттянутому бугру, у самцов посередине неё имеется глубокая узкая ложбинка, у она глубокая и широкая. По бокам головы перед усиками имеются многочисленные игловидные шипики, которые с каждой стороны составляют широкую продольную полоску, за усиками имеются отдельные шипики. Затылок голый и широкозакруглённый. Усики прижаты к бокам, они обогнув бёдра второй пары ног, прижаты к вентральной стороне тела, здесь они спирально закручены, у самца они образуют три, у самки два витка.
Переднеспинка поперечная, на диске выпуклая гладкая, либо поперечно морщинистая (у некоторых особей). В передней трети на переднеспинке имеется явный широкий перехват. У основания на переднеспинке имеется продольная бороздка. Посередине на переднеспинке есть узкая едва заметная бороздка. На обоих боках переднеспинки есть по одному крупному оттянутому, треугольно-конусовидному бугорку, там же имеются острые короткие шипики, которые на переднем крае перед перехватом образуют узкую поперечную полоску или спутанный поперечный ряд, в остальной части эти шипики неравномерно рассредоточены или образуют отдельные слабо выраженные склонения. На боках переднеспинки, помимо мелких шипиков, встречаются и тонкие щетинки.
Щиток на среднеспинке оттянутый, в задней части закруглённый, перед ним проходит поперечное вдавление. На среднеспинке имеются многочисленные короткие и острые шипики, которые образуют чётко выраженную полоску, идущую от основания зачатков надкрылий к вершине щитка. Заднеспинка широкая, слабо выпуклая, на ней имеются короткие острые шипики, которые образуют две полоски, которые косо идут от передних углов к середине заднего края. В задней её части широко закруглённая, посередине есть явственно продольная поперечно исчерченная бороздка.
Брюшко вытянутое и почти параллельное. У самок с седьмого сегмента брюшко суженное, у самцов же брюшко начинает сужаться — от основания к вершине. На дорсальной стороне брюшка посередине проходит продольная бороздка.

### Половой диморфизм
Половой диморфизм выражен в соотношении размеров усиков и их микроскульптуре, и размеров некоторых отдельных члеников усиков, в волосяном покрове и строении надкрылий, имеются некоторые различия в строении брюшных стернитов. У самцов усики заметно длиннее, чем у самок; начиная с третьего членика усики самцов покрывают крошечные зёрнышки, у самок членики усиков в крошечных ямках. Надкрылья у самок параллельные почти до самой вершины и имеют белые волосистые пятна, у самцов — немного сужаются от плеч к вершине и без пятен.

## Образ жизни
В пределах своего ареала жуки населяют хвойные, реже смешанные, леса в которых преобладают пихта или ель, а также лесосеки и хвойные насаждения, которые поражены первичными вредителями — сибирским шелкопрядом и непарным шелкопрядом:[стр. 193—194]. Часто появляется в местах, где леса были подвержены воздействию неблагоприятных внешних факторов: засухи, пожара, ветровала, поражения насекомыми-дефолиантами, и прочих. Встречаются и в горных хвойных лесах, обычно на высоте до 2000 метров над уровнем моря.
Самки откладывают яйца обычно на ослабленные, отмирающие и свежеповаленные деревья, но в годы массового размножения также и на здоровые деревья. Личинки появляются из яиц в мае-июне и вбуравливаются под кору кормового растения. Могут заселять любые хвойные деревья и даже остатки после вырубки дерева, неокорённые брёвна и пиломатериалы на складах. Лесоматериалы могут быть заселены личинками и спустя пару лет после их изготовления. В Восточной Европе заселяет только ели.
В качестве кормовых растений личинок отмечены следующие хвойные деревья: пихта (пихта сибирская, пихта цельнолистная, пихта белокорая, пихта сахалинская), ель (ель аянская, ель сибирская, ель обыкновенная, ель корейская, ель Глена, ель финская), реже сосна (сосна сибирская кедровая, кедровый стланик, сосна корейская, сосна обыкновенная), лиственница (лиственница сибирская, лиственница Гмелина и ряд других). Хотя также отмечались и на широколиственных деревьях, таких как берёза (берёза пушистая, берёза бородавчатая), вяз, дуб черешчатый, клён остролистный, липа и тополь дрожащий.

### Симбиотические организмы
Личинки являются разносчиками спор фитопатогенных грибков, в проделываемых ими ходах внутри древесины деревьев. К таким грибками относятся виды из родов Leptographium, Ceratocystis и Ophiostoma. Эти грибки вызывают у дерева заболевание под названием синева древесины. Грибки Leptographium sibiricum и Ophiostoma curvicolle личинка разносит внутри древесины пихты сибирской. Исследования грибов синевы древесины пихты, обнаруженные в ходах усача в хвойных лесах Центральной Сибири также показали присутствие видов рода Ophiostoma (встречаемость свыше 90 %): Ophiostoma nigrum, Ophiostoma europhioides и Ophiostoma picea.
Расселительные стадии древесинной нематоды Bursaphelenchus mucronatus были извлечены из взрослого жука пихтового чёрного усача. При дополнительном питании усач заражает нематодами молодые и здоровые ветки деревьев (сосны обыкновенной).
На взрослом жуке отмечены акариформные клещики-комменсалы — Histiogaster bacchus и представители из надсемейства Gamasoidea.

### Хищники и паразиты
Среди млекопитающих пихтовым чёрным усачом прежде всего могут питаться насекомоядные грызуны. Среди птиц основными врагами считаются дятлы, которые поедают личинок, выловленных из дерева. Во многих провинциях Китая важным природным врагом усача являются маленькие жуки Dastarcus helophoroides из семейства ботридерид, паразитирующие на его личинках. Наездники вида Meteorus corax из семейства браконид также паразитируют на его личинках.

## Размножение и развитие
Полный жизненный цикл одной особи от яйца до конца жизни имаго продолжается один—три года, обычно два года. Жуки появляются в мае. Их массовый лёт как правило происходит июне — июле. Окукливание, происходит после зимовки личинок. Ни куколки, ни имаго не зимуют. В стадии куколки — с мая по июль. В тот же год появляются и взрослые жуки. Продолжительность жизни имаго в среднем два месяца. На протяжении этого времени они несколько раз дополнительно питаются.
Спустя примерно неделю после выхода из куколочных колыбелек взрослые жуки спариваются. После этого самки приступают к откладыванию яиц на кормовые растения. Перед тем, как отложить яйцо самка делает насечку в коре дерева, после чего она поворачивается на 180°, вводит в насечку яйцеклад, и откладывает под кору одно яйцо. В насечку редко самка откладывает 2 яйца. Иногда сделанные самкой насечки остаются пустыми, без яиц. На сваленных деревьях насечки делаются на стороне, которая ближе к земле или сбоку, редко в верхнем секторе. Насечки на стволах стоящих деревьев делаются по всей окружности. Самка откладывает яйца на стволы, физиологически ослабленных и свежесваленных деревьев диаметром от 16 до 40 см и более. Засохшие деревья не заселяются. Самка за жизнь откладывает от 9 до 20 яиц (в среднем — 14 яиц). В южной части ареала откладывание яиц происходит через 8—12 дней после появления первых жуков. Стадия яйца длится 2,5—4 недели (13—40 дней).
Личинки, прорвавшие хорион, постепенно вбуравливаются в кору. Первое время они проводят под корой, где прокладывают извилистые, иногда расходящиеся в виде площадки ходы, слабо отпечатывающиеся на древесине. После зимования личинки проникают в древесину, оставляя за собой овальное, вытянутое продольно стволу входное отверстие диаметром от 6 до 12 мм. Длина древесных «червоточин», обычно, достигает 7—8 см в глубину, иногда достигая и 15 см. Насекомые, помимо хвойных деревьев, находят дополнительное питание и в лиственных, где личинки грызут ходы сначала в толще коры, а затем проникают в древесину на глубину до 32—50 см, образуя ходы сечением до 18 мм. Личинка, прогрызая в древесине ход оставляет древесную стружку, так называемую «буровую муку», от которой она избавляется выбрасывая через вентиляционное, проделанное отверстие в коре. Постепенно стружка накапливается около ствола в виде небольшой кучки. Ход в древесине не забивается буровой мукой. Сначала ход имеет поперечное направление, потом резко почти под прямым углом в верхнем слое древесины принимает продольное направление.
В тупиковой части хода личинка устраивает колыбельку. Сзади колыбельку личинка отгораживает пробкой, состоящей из крупной волокнистой буровой муки. Продолжительность развития куколки 2—3 недели.
Молодые жуки после сбрасывания экзувия куколки приобретают окончательный вид через 5—7 дней. После этого жуки прогрызают на поверхности круглое лётное отверстие диаметром 4—8 миллиметров, на создание которого уходит от четырёх до семи дней. В общей сложности жук в древесине задерживается на 9—14 дней. Покинув древесину жуки питаются, а затем приступают к размножению.

## Экономическое значение
Усач чёрный пихтовый является одним из наиболее опасных вредителей древесины на территории Российской Федерации. Известны вспышки его численности на территории в десятки и сотни тысяч гектаров, которые приводили к массовому угнетению пихтовых лесов и, как следствие, резкому сокращению потенциальных запасов деловой древесины. Воздействие усача опасно ещё и тем, что он настолько ослабляет деревья, что они становятся подвержены негативному влиянию со стороны других вредителей:[стр. 27—28]. Насекомое способно на неопределённый срок практически полностью разрушить лесное хозяйство целых регионов, особенно если рост численности вредителя сопровождается внешними неблагоприятными факторами (пожарами, буреломами, атакой вредителей-листоедов и пр.) В конце 1950-х годов в Томской области вредитель разрушил 2 млн м³ запасов пихтовой древесины. В 1971—1976 годах, вспышка усача уничтожила 300 тыс. га хвойных лесов в Красноярском крае.
По шкале общей вредоносности стволовых вредителей, усач относится к высшей категории особо вредоносных и при двухлетней генерации набирает 80,3 балла.
В соответствии с Приказом Минсельхоза РФ от 26 декабря 2007 года N 673 «Об утверждении перечня карантинных объектов», Monochamus urussovi вошёл в перечень карантинных объектов — вредителей растений, ограниченно распространённых на территории Российской Федерации.
В лесах Внутренней Монголии усач является массовым вредителем лиственницы Гмелина.

### Роль в усыхании елово-пихтовых лесов в России
Проблема усыхания елово-пихтовых лесов в Сибири и на Дальнем Востоке впервые попала в поле зрения учёных в первой половине XX века. Уже первые исследования советских учёных выявили комплекс негативных факторов, среди которых важная роль отводилась воздействию насекомых-вредителей. Одним из первых, кто обнаружил, что усач чёрный пихтовый является первичным вредителем хвойных лесов и оказывает серьёзное влияние на дальнейшее появление вторичных вредителей, приводящее в конечном итоге к возможной гибели целых лесных массивов, был А. И. Куренцов.
Негативное воздействие усача на деревья можно разделить на три основные составляющие:
- прямое воздействие, связанное с образом жизни насекомого-ксилофага, использующего в качестве кормовой базы хвойные породы;
- симбиотическое воздействие, связанное с тем, что усач является переносчиком патогенных нематод и грибковых инфекций, приводящих к поражению растений;
- косвенное воздействие, связанное с тем, что деревья, ослабленные атакой усача и его симбионтов, легко подвергаются воздействию других насекомых-вредителей.

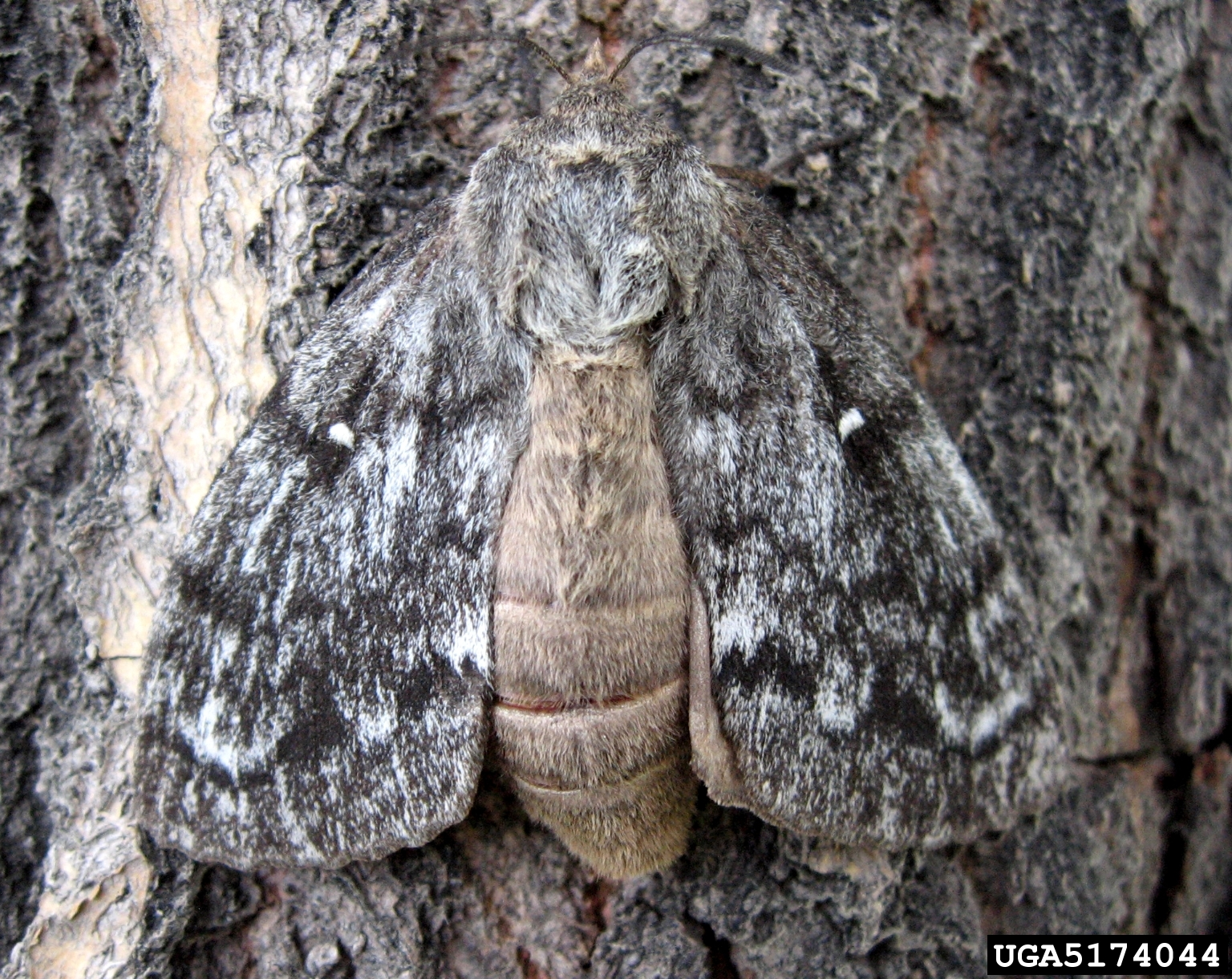
Сибирский шелкопряд

С другой стороны, часто усач считается вторичным вредителем, чьё негативное воздействие провоцируется и существенно возрастает за счёт ослабления хвойных древостоев под влиянием первичных вредителей, среди которых особую роль играет сибирский шелкопряд. Деградация таёжных лесов в периоды массового размножения гусениц шелкопряда подчас приводит к интенсивному разрушению экологического баланса огромных территорий, в результате которого часть деревьев погибает, а часть значительно теряет жизнеспособность и сопротивляемость. Ослабленные деревья (прежде всего — пихты и ели) становятся основой для формирования очагов усача. В этих обстоятельствах создаются благоприятные условия для успешного развития личинок чёрного пихтового усача и как следствие — дополнительное массовое поражение тысяч гектаров леса. В течение первого года погибают деревья с полностью объеденной хвоей, а в течение пяти происходит распад частично (на 25—75 %) повреждённых древостоев. На последующее восстановление повреждённых шелкопрядников потребуется не менее 100 лет.
В Сибирском федеральном округе, по данным на 2007 год, усач чёрный пихтовый является наиболее опасным вредителем, чьи очаги поражения занимали наибольшую площадь из всех ксилофагов: 223,4 тыс. га (11,4 %), в том числе в Красноярском крае — 166,9 тыс. га, Иркутской области — 23,6 тыс. га, Новосибирской области — 6,6 тыс. га, Алтайском крае — 4,0 тыс. га.
В Красноярском крае, площади насаждений с неудовлетворительным санитарным состоянием по причинам усыхания и гибели лесов на конец 2009 года составили почти 339,8 тыс. га, при этом по вине усача — 94,3 тыс. га, что составляет 28 % от всего объёма или 81 % от всех повреждений насекомыми. Таким образом, негативное воздействие Monochamus urussovi стало вторым после неблагоприятных погодных условий и почвенно-климатических факторов. Усач по-прежнему является самым опасным вредителем леса в регионе, при этом, нужно принять во внимание, что в исследуемый период его массового размножения не наблюдалось. В 2009 году общая площадь насаждений, заражённых стволовыми вредителями, составила в регионе 130,7 тыс. га, в том числе усачом чёрным пихтовым — 117,2 тыс. га (90 %). Из 5,9 тыс. га погибших лесов — 4,6 тыс. га усохли по вине усача.
В Иркутской области в 2007 году выявлено 19,5 тыс. га леса в неудовлетворительном санитарном состоянии, в том числе 6,1 тыс. га погибшего, в связи с воздействием чёрного пихтового усача.

### Контроль численности усача
Меры, используемые для регулирования численности насекомого-вредителя, а также уменьшения вредных последствий его воздействия на экологическое равновесие леса, можно разделить на две большие группы:
- профилактические меры: используются при отсутствии вспышек массового размножения вредителя и направлены на учёт, контроль и ограничение естественной популяции усача посредством следующих мероприятий[45][60]:
  - регулярная лесопатологическая таксация и другие надзорные мероприятия;
  - установление и исполнение правил карантинного фитосанитарного режима для неблагоприятных территорий;
  - охрана или функциональное усиление естественных хищников насекомого-вредителя;
  - повышение устойчивости деревьев к неблагоприятным факторам окружающей среды;
  - проведение мероприятий эффективного лесопользования, включающим, например, санитарные рубки, уборку порубочных остатков и т. п.;
  - применение инсектицидных препаратов и средств фумигации для обработки лесоматериалов и мест заготовки и переработки древесины.
- экстренные оперативные меры: используются во время вспышки массового поражения деревьев и заключают в себя, прежде всего[45]:
  - экстренные карантинные мероприятия, включающие изоляцию заражённых районов и ограничение (запрет) перемещения лесоматериалов;
  - прямое истребление насекомых химическими или биологическими методами.

## Комментарии
1. ↑  Здесь и далее в подразделе латинские названия вида даны в соответствии с орфографией авторов в первоисточнике.
2. ↑  Вероятно, 1805 год в качестве даты первого научного упоминания указан ошибочно.
3. 1 2 3  Ошибочная идентификация.
4. ↑  Эпистома — это область между усиками и ртом с брюшной (вентральной) стороны.
5. ↑  Гипостома — это срединная пластина с брюшной стороны наличника.
6. ↑  Bursaphelenchus mucronatus — вид нематод (круглых червей), паразитирующих в надпочвенных тканях хвойных деревьев (в тканях ветвей и ствола), главным образом деревьев родов сосна, ель и лиственница. Растения-хозяева данных нематод — лиственница ольгинская, лиственница сибирская, сосна густоцветная, сосна Жеффрея, корейский кедр, сосна чёрная, сосна приморская, сосна обыкновенная, сосна ладанная и сосна Тунберга, а также представители рода елей.
7. ↑  Histiogaster bacchus (винный клещ) — вид клещей, который в природе, как и другие представители рода, живёт на вытекающем бродящем соке деревьев.

### Монография
1. Исаев А. С., Рожков А. С., Киселёв В. В. Черный пихтовый усач Monochamus urussovi (Fisch.). — Новосибирск: Наука, 1988. — 271 с. — ISBN 5-02-029406-3.

### Книги
1. Ижевский С. С., Никитский Н. Б., Волков О. Г., Долгин М. М. Иллюстрированный справочник жуков-ксилофагов — вредителей леса и лесоматериалов Российской Федерации. — Тула: Гриф и К, 2005. — С. 40—41. — 220 с. — ISBN 5-87317-085-6.
2. Киселев В. В., Овчинникова Т. М., Исаев А. С., Хлебопрос Р. Г. Анализ фиксированной вспышки массового размножения усача Monochamus urussovi Fiach. — Красноярск: Институт леса и древесины им. В. Н. Сукачева, 1986. — 34 с.
3. Никитский Н. Б., Ижевский С. С. Жуки-ксилофаги — вредители древесных растений России. — М.: Лесная промышленность, 2005. — Т. II. — С. 48—49. — 120 с. — (Болезни и вредители в лесах России. Справочник). — ISBN 5-903082-02-5.
4. Плавильщиков Н. Н. Фауна СССР. Жесткокрылые. Жуки-дровосеки. Подсемейство Lamiinae ч. 1. Часть 3. — Москва, Ленинград: Издательство Академии наук СССР, 1958. — Т. XXII, вып. 1. — С. 511—513. — 575 с. — 2000 экз.
5. Татаринова А. Ф., Никитский Н. Б., Долгин М. М. Усачи, или Дровосеки (Coleoptera, Cerambycidae). — СПб.: Наука, 2007. — Т. VIII, часть 2. — С. 226—227, 241—245. — 301 с. — (Фауна европейского Северо-Востока России). — ISBN 978-5-02-026280-5.
6. Черепанов А. И. Усачи Северной Азии (Lamiinae: Dorcadionini—Apomecynini). — Новосибирск: «Наука», Сибирское отделение, 1983. — С. 97—102. — 1000 экз.
7. Catalogue of Palaearctic Coleoptera.  Chrysomeloidae / Edited by Löbl, I. & A. Smetana. — Apollo Books, 2010. — Vol. 6. — P. 283. — 924 p. — ISBN 978-87-88757-84-2.

### Статьи
1. Ветрова В. П., Исаев А. С., Пашенова Н. В., Константинов М. Ю. Оценка угроз массового размножения черного пихтового усача в темнохвойных насаждениях Нижнего Приангарья после повреждения сибирским шелкопрядом // Лесоведение. — 1998. — № 3. — С. 58—67.
2. Ветрова В. П., Пашенова Н. В., Гродницкий Д. Л. Реакция пихты Сибирской на заражение грибами-симбионтами черного пихтового усача // Лесоведение. — 1992. — № 3. — С. 24—32.
3. Гродницкий Д. Л., Морозов П. П., Черкашин В. П. Сравнение популяций усача Monochamus urussovi Fisch (Coleoptera, Cerambycidae) по группе количественных признаков // Энтомологическое обозрение. — 1992. — Т. LXXI, № 4. — С. 800—805.
4. Кобзарь В. Ф. Размножение большого черного елового усача (Monochamus urussovi Fisch.) в пихтовых древостоях, повреждаемых хвоегрызущими насекомыми // Известия Санкт-Петербургской лесотехнической академии. — 2008. — № 182. — С. 159—169.
5. Пашенова Н. В., Выдрякова Г. А., Ветрова В. П. Фитопатогенные микромицеты, ассоциированные с черным пихтовым усачем // Лесоведение. — 1994. — № 3. — С. 39—47.
6. Прозоров С. С. Большой черный усач Monachamus urussovi Fisch. на пихте сибирской // Труды Сибирского лесотехнического института, сборник 21 : вып. 2. — 1958. — С. 15—121.
7. Рожков А. А. Про большого елового усача // Химия и жизнь. — 1976. — № 12. — С. 88—92.
8. Яновский В. М., Баранчиков Ю. Н. О полифагии большого черного елового усача Monochamus urussovi (Coleoptera, Cerambycidae) // Зоологический журнал. — 1999. — Т. 78, № 7. — С. 889—890.
9. Togashi K., Taga Y., Iguchi K.,  Takuya A. Bursaphelenchus mucronatus (Nematoda: Aphelenchoididae) vectored by Monochamus urussovi (Coleoptera: Cerambycidae) in Hokkaido, Japan (недоступная ссылка — история) (англ.) // Journal of Forest Research. — 2008. — Vol. 13, no. 2. — P. 127—131. — doi:10.1007/s10310-007-0057-1.